# Hoyt Curtin
Hoyt Stoddard Curtin (Downey, Kalifornia, 1922. szeptember 22. – Los Angeles, 2000. december 3.) amerikai zeneszerző és zenei producer, a Hanna-Barbera stúdió zenei vezetője volt 1957-től nyugdíjazásáig, 1986-ig.

## Zenei alkotásai
A legismertebb főcímdalai és háttérzenéi a Hanna-Barbera rajzfilmeken:
- Frédi és Béni, avagy a két kőkorszaki szaki
- Turpi úrfi
- A Jetson család
- Scooby-Doo
- Foxi Maxi
- Ruff és Reddy
- Maci Laci
- Scooby-Doo újabb kalandjai
- Flúgos futam
- Magilla Gorilla
- A kölyökkutya neve Scooby-Doo
- Süsü keselyűk
- Hong Kong Phooey

## Fordítás
- Ez a szócikk részben vagy egészben  a   Hoyt Curtin című angol Wikipédia-szócikk fordításán alapul.  Az eredeti cikk szerkesztőit annak laptörténete sorolja fel. Ez a jelzés csupán a megfogalmazás eredetét és a szerzői jogokat jelzi, nem szolgál a cikkben szereplő információk forrásmegjelöléseként.